# Монте Карло (филм)
Монте Карло је амерички филм, авантуристичка романтична комедија заснована на Хедхантерсу од стране Џајлс Баса. Режирао га је Томас Безућа. Дениз Ди Нови, Алисон Гринспен, Никол Кидман и Ернон Милчан продуцирају филм за Фокс 2000 Пикчрс и Регенци Ентерпрајзес. Продукција је почела у Харгхити, Румунија 5. маја 2010 године. У Монте Карло учествују Селена Гомез, Лејтон Мистер и Кејт Касиди, као три пријатељице који представљају богато друштво у Монте Карлу, Монако. Филм је објављен 1. јула 2011. године. У њему се налази песма "Ко каже" Селене Гомез и Сцена и бројне песме британског певача Мике. Монте Карло је добио помешане са негативним критикама критичара, али је зарадио преко 39 милиона долара на буџету од 20 милиона долара. Фокс Хоме Ентертејмент објавио је Монте Карло на DVD-у и Блу-реј диску 18. октобра 2011. године.

## Улоге
- Селена Гомез као Грејс Бенет / Корделија Винтроп Скот
- Лејтон Мистер као Мег Кели
- Кејт Касиди као Ема Перкинс
- Кори Монтит као Овен Ендру
- Пјер Боланџер као Тео Марканд
- Лук Брејси као Рајли
- Кетрин Тејт као Алисија Винтроп Скот
- Енди Макдауел као Памела Бенет
- Брет Кулен као Роберт Кели
- Ђулијо Берути као принц Доменико Да Силвано
- Франк де ла Персоне као менаџер Гранд Беле
- Џеремаја Суливан као бармен 2

## Продукција
Монте Карло је заснован на роману Хедхантерса од стране Џајлса Баса. Роман говори о четири младе тексашке жене које се претварају да су богате наследнице док траже богате потенцијалне мужеве у Монте Карлу. Тамо се сусрећу са четири жигола који представљају богате плејбоје. Фокс је купио филмска права романа 1999. године, три године пре издавања романа. Године 2005. холивудски трговачки часопис Варијети објавио је да ће брат и сестра Џез и Џон Хенри Батерворт писати сценарио. Такође је извештавала да је глумица Никол Кидман потписала да води главну улогу, као и да продуцира филм са Риком Шварцом.
Батервортови су касније отпуштени и Том Безућа је ангажован да управља и пише Монте Карло. Безућаа и Мариа Магенти су у јулу 2007. године направили нацрт сценарија; глуми Кидманова као "једна од тројице средњошколки које су одлучили да оду на разочаравајући празнични празник у Париз и представљају богате жене у одмору у Монаку". Међутим, 2010. године извршни директор поново је написао филм након што је одлучио да филм постане млађи. Ажурирани сценарио су написали Безућа и Април Блер су променили три наставнице школе у два студенткиње и недавно свршене средњошколке. Монте Карло је сниман у Будимпешти, Мађарска; Дунакеси, Мађарска; Париз, Француска; Харгита, Румунија; и Монте Карло, Монако. Снимање је почело у Харгити 5. маја 2010. и завршен 7. јула 2010.То је први филм који користи филмски студио, Рејлих Студио Будимпешта.
У марту 2010. године објављено је да је Селена Гомез постављена као један од филмова који су следили преписку сценарија. За улогу, Гомезова је неколико седмица провела да учествује у игрању пола и практикује како да лажира енглески нагласак. Лејтон Мистер је такође преговарала са једним од предводника тог месеца, а Кејт Касиди је у априлу постављена као Ема. Француски филмски глумац Пјер Боланџер је дебитовао у филму на енглеском језику.

## Пријем

### Критички одзив
Монте Карло је добио помешане критике од критичара. Роттен Томатоес даје филму резултат од 39% на основу 92 рецензије. Конзензус на вебсајту каже: "Иако има своје очаравајуће тренутке, Монте Карло је углавном глупо, предвидљиве ствари које никад не гурају изнад граница формуле". У Метакритици филм је добио оцену 43/100 на основу критике од 23 критичара што указује на "мешовите или просечне прегледе".
Бен Саћ из Чикаго Ридера написао је да "филм погодује изненађујућом низу емоционалних милостиних напомена, укључујући и неколико тренутака искреног залажења, а завршава се са занемареном моралном лекцијом о вредности самопоштовања над друштвеним статусом". Сенди Чен из Комон Сенс Медија изјавила је да је филм "смешан, али сладак". Објављен је у Француској 24. августа 2011. године.

### Домаћи медији
Фокс Хоме Ентертејмент је 18. октобра 2011. објавио Монте Карло на DVD-у и Блу-реј диску. DVD додатке укључују избрисане сцене, карактеристику под називом "Ding Dang Delicious: The Boys of Monte Carlo", "Backstage Pass" и биоскопски трејлер . Блу-реј диск има све DVD функције плус додатак "Monte Carlo Couture", "Јеt Setter's Dream", "Gossip with the Girls" и дигитални примерак филма.